# Chris Satae

a Compétitions nationales et continentales officielles uniquement.

Chris Satae, né le 22 octobre 1992 à Tongatapu (Tonga), est un joueur de rugby à XIII tongien évoluant au poste de principalement les postes de pilier dans les années 2010 et 2020.
Natif des Tonga, Chris Satae joue durant son enfance du rugby à XIII et rugby à XV avant d'opter pour le premier code de rugby. Formé au sein du club australien des Penrith Panthers, c'est toutefois en rejoignant les New Zealand Warriors en 2017 qu'il découvre la National Rugby League en 2017. Non titulaire durant trois saisons au sein de ce dernier, il décide de signer pour le club anglais d'Hull F.C. en 2019 pour disputer la Super League puis aux Dragons Catalans en 2024.

## Palmarès

### Détails

#### En club
| Saison | Club                 | Compétition           | Matchs | Points | Essais | Buts | Drop |
| ------ | -------------------- | --------------------- | ------ | ------ | ------ | ---- | ---- |
| 2017   | New Zealand Warriors | National Rugby League | 19     | 8      | 2      | -    | -    |
| 2018   | New Zealand Warriors | National Rugby League | 19     | 8      | 2      | -    | -    |
| 2019   | New Zealand Warriors | National Rugby League | 19     | 8      | 2      | -    | -    |
| 2019   | Hull FC              | Super League          | 19     | 8      | 2      | -    | -    |
| 2020   | Hull FC              | Super League          | 19     | 8      | 2      | -    | -    |
| 2021   | Hull FC              | Super League          | 19     | 8      | 2      | -    | -    |
| 2022   | Hull FC              | Super League          | 19     | 8      | 2      | -    | -    |
| 2023   | Hull FC              | Super League          | 19     | 8      | 2      | -    | -    |
| 2024   | Dragons Catalans     | Super League          | -      | -      | -      | -    | -    |